# 弗洛斯马提广场站
弗洛斯马提广场站（匈牙利語：Vörösmarty tér），为匈牙利布达佩斯市的一个地铁车站，是地铁1号线的首站，位于1号线的最南端。弗洛斯马提广场站为地下站，得名于附近的弗洛斯马提广场。